# Acid tiobarbituric
Acidul tiobarbituric (denumit și malontioiluree) este un compus organic heterociclic derivat de pirimidină și de tiouree.

## Obținere
Acidul tiobarbituric poate fi obținut în urma reacției dintre tiouree și un diester malonic, cum ar fi de exemplu malonatul de dietil: